# 潞源街道
潞源街道是北京市通州區下辖的一个街道办事处，于2018年5月设立，7月31日正式挂牌成立，由潞城镇西北部区域组成。北京市级行政中心所在地北京城市副中心行政办公区位于潞源街道内。潞源街道是通州区为建设北京城市副中心设立的第一个街道办事处。

## 行政区划
潞源街道所辖范围东至宋梁路，西至东六环路，南至北运河，北至运潮减河，毗邻通运街道、潞城镇、永顺地区，与《北京城市副中心控制性详细规划（街区层面）（2016年—2035年）》中0901街区范围一致，主要职能为行政办公，同时也是中共北京市委、北京市政府、北京市人大常委会、政协北京市委员会办公区所在地。

## 内设机构

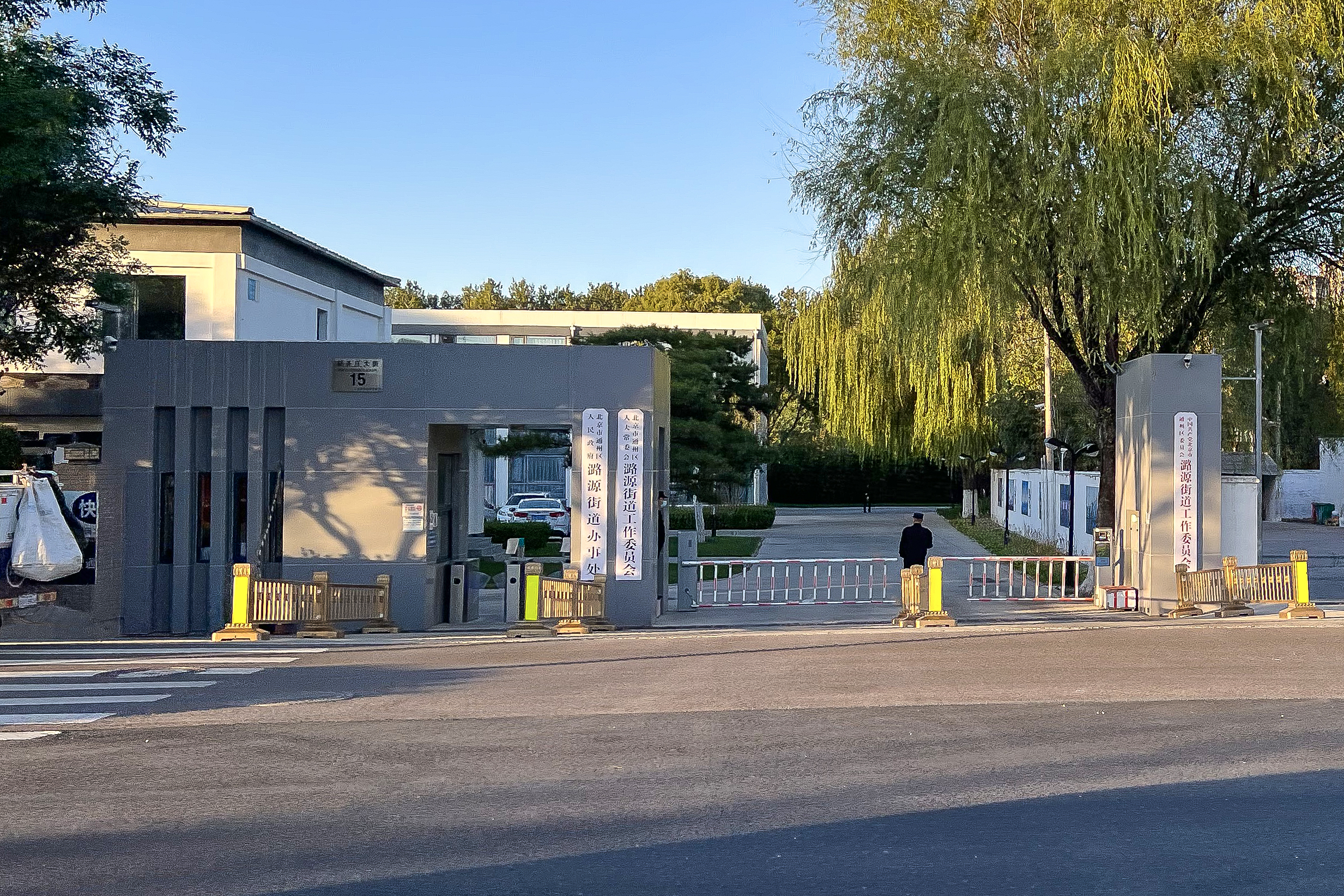
潞源街道办事处所在地

作为北京市街道管理体制改革的试点之一，潞源街道实行内设机构扁平化减少管理层级，各部门负责人均由街道党政领导班子副职兼任。
- 综合办公室
- 党群工作部
- 平安建设部
- 城市管理部
- 社区建设部
- 民生保障部
- 城管执法队
- 综合管理协调中心
- 市民服务中心
- 党建服务中心
- 社区服务中心